# Svenska mästerskapen i jujutsu 2005
Svenska mästerskapen i ju-jutsu 2005 avgjordes i Kalmar 2005.
Arrangerande förening var  Kalmar Budoklubb. Detta var andra gången Kalmar Budoklubb stod värd för SM i ju-jutsu. Förra gången var 1998.

## Resultat
| Placering | Namn            | Klubb        |
| --------- | --------------- | ------------ |
| Guld      | Linda Lindström | Nacka JJK    |
| Silver    | Jenny Celander  | Borlänge JJK |
| Brons     | Helena Hugosson | Nacka JJK    |

| Placering | Namn                     | Klubb                |
| --------- | ------------------------ | -------------------- |
| Guld      | Jessica Tanzilli Jansson | Gävle JJ             |
| Silver    | Sara Svensson            | Nacka JJK            |
| Brons     | Veronica Kumlin          | Linköpings Budoklubb |

| Placering | Namn         | Klubb       |
| --------- | ------------ | ----------- |
| Guld      | Maria Edlund | JJK Samurai |
| Silver    | Ida Hansson  | JJK Samurai |

| Placering | Namn          | Klubb           |
| --------- | ------------- | --------------- |
| Guld      | Gustav Nässén | Stockholms JJD  |
| Silver    | Jonas Rosell  | Gävle JJ        |
| Brons     | Daniel Björk  | Hudiksvalls JJK |

| Placering | Namn          | Klubb       |
| --------- | ------------- | ----------- |
| Guld      | Paul Persson  | JJK Samurai |
| Silver    | Henrik Svahn  | IKSU SJJ    |
| Brons     | Emil Eriksson | Nacka JJK   |

| Placering | Namn             | Klubb                |
| --------- | ---------------- | -------------------- |
| Guld      | Johan Ingholt    | Nybro KC             |
| Silver    | Stefan Johansson | Linköpings Budoklubb |
| Brons     | Daniel Planhage  | IKSU SJJ             |

| Placering | Namn             | Klubb            |
| --------- | ---------------- | ---------------- |
| Guld      | Andy Gaugl       | Nacka JJK        |
| Silver    | Erik Fredriksson | Sollentuna BK    |
| Brons     | Dan Englund      | Kalmar Budoklubb |

| Placering | Namn             | Klubb                |
| --------- | ---------------- | -------------------- |
| Guld      | Johan Jorup      | Linköpings Budoklubb |
| Silver    | Magnus Arvidsson | Kalmar Budoklubb     |
| Brons     | Jonathan Askesjö | Sollentuna BK        |

| Placering | Namn        | Klubb       |
| --------- | ----------- | ----------- |
| Guld      | Ville Ilola | JJK Samurai |

| Placering | Namn                          | Klubb          |
| --------- | ----------------------------- | -------------- |
| Guld      | Giselle Medina/Petra Hultgren | Växjö JJK      |
| Silver    | Maria Ekström/Julia Nilsson   | Umeå Budoklubb |
| Brons     | Malin Persson/Maria Eriksson  | Umeå Budoklubb |

| Placering | Namn                          | Klubb          |
| --------- | ----------------------------- | -------------- |
| Guld      | Liza Karlsson/Jesper Kedjevåg | Växjö JJK      |
| Silver    | Maria Eriksson/Björn Hallstig | Umeå Budoklubb |
| Brons     | Malin Persson/Joakim Hallstig | Umeå Budoklubb |

## Medaljfördelning
| Nr | Klubb                | Guld | Silver | Brons | Totalt |
| -- | -------------------- | ---- | ------ | ----- | ------ |
| 1  | JJK Samurai          | 3    | 1      | 0     | 4      |
| 2  | Nacka JJK            | 2    | 1      | 1     | 4      |
| 3  | Växjö JJK            | 2    | 0      | 0     | 2      |
| 4  | Linköpings Budoklubb | 1    | 1      | 0     | 2      |
| 4  | Gävle JJ             | 1    | 1      | 0     | 2      |
| 6  | Nybro KC             | 1    | 0      | 0     | 1      |
| 6  | Stockholms JJD       | 1    | 0      | 0     | 1      |
| 8  | Umeå Budoklubb       | 0    | 2      | 2     | 4      |
| 9  | Kalmar Budoklubb     | 0    | 1      | 1     | 2      |
| 9  | Sollentuna BK        | 0    | 1      | 1     | 2      |
| 11 | Borlänge JJK         | 0    | 1      | 0     | 1      |
| 12 | Hudiksvalls JJK      | 0    | 0      | 1     | 1      |